# 長尾忠彦
長尾 忠彦（ながお ただひこ、1947年 - ）は、日本のテレビプロデューサー。IVSテレビ制作代表取締役会長。兵庫県神戸市出身。

## 略歴
- 1970年、よみうりテレビに入社。
  - 『帰ってきた歌謡曲』『1.2.3枝!!』などを手掛ける。
- 1973年、よみうりテレビを退社し、その後アメリカへ渡って日本語放送の会社を設立する。
- 帰国後、斉藤寿孝会長と共に草創期の「IVS」を盛り上げて来た。
- プロデュース作『世界食べちゃうぞ』『世界ごちそうさま』『ねるとん紅鯨団』『知ってるつもり?!』『モグモグGOMBO』『女神の天秤』『はばたけ!!ペンギン』『ザ!鉄腕!DASH!!』『力の限りゴーゴゴー』など数々の番組を手掛けている。
- 『とんねるずのオールナイトニッポン』（ニッポン放送）の最終回に、ゲストとして出演している。

## 担当番組

### 現在の担当番組
- ネプリーグ（フジテレビ）

### 過去の担当番組
- ねるとん紅鯨団（関西テレビ）
- たけしのここだけの話（関西テレビ）
- 知ってるつもり?!（日本テレビ）
- 蝶々・たけしの21世紀まで待てない!!（読売テレビ）
- それいけ!ココロジー（読売テレビ）
- モグモグGOMBO（日本テレビ）
- 女神の天秤（TBSテレビ）
- はばたけ!ペンギン（TBSテレビ）
- 推理サスペンスクイズ決定版!!5分で解けるトリックストーリー（TBSテレビ）
- 爆笑問題のバク天!（TBSテレビ）
- 力の限りゴーゴゴー!!（フジテレビ）
- これでいいのダ!日本列島あかるいニュース（フジテレビ）
- 水曜ノンフィクション（TBSテレビ）
- 爆笑学園ナセバナ〜ル!（MBSテレビ）
- ザ!鉄腕!DASH!!（日本テレビ）